# Općina Ivančna Gorica
Općina Ivančna Gorica (slo.: Občina Ivančna Gorica) je općina u središnjoj Sloveniji u pokrajini Dolenjskoj i statističkoj regiji Središnja Slovenija. Središte općine je naselje Ivančna Gorica s 1.578 stanovnika. 

## Zemljopis
Općina Ivančna Gorica nalazi se u središnjem dijelu Slovenije i obuhvaća gorje jugoistočno od Ljubljane.
U općini vlada umjereno kontinentalna klima. U općini nema većih vodotoka. Manji vodotoci u sjevernom dijelu teku ka rijeci Savi, a oni u južnom dijelu ka rijeci Krki. U južnom dijelu se nalazi i izvor rijeke Krke.

## Naselja u općini
Ambrus, Artiža vas, Bakrc, Boga vas, Bojanji Vrh, Bratnice, Breg pri Dobu, Breg pri Temenici, Breg pri Zagradcu, Brezovi Dol, Bukovica, Debeče, Dedni Dol, Dečja vas pri Zagradcu, Dob pri Šentvidu, Dobrava pri Stični, Dolenja vas pri Temenici, Čagošče, Češnjice pri Zagradcu, Fužina, Gabrje pri Stični, Gabrovčec, Gabrovka pri Zagradcu, Glogovica, Gorenja vas, Gorenje Brezovo, Gradiček, Grintovec, Griže, Grm, Hrastov Dol, Ivančna Gorica, Kal, Kamni Vrh pri Ambrusu, Kamno Brdo, Kitni Vrh, Kriška vas, Krka, Krška vas, Kuželjevec, Laze nad Krko, Leskovec, Leščevje, Lučarjev Kal, Mala Dobrava, Mala Goričica, Male Dole pri Temenici, Male Češnjice, Male Kompolje, Male Lese, Male Pece, Male Rebrce, Male Vrhe, Mali Kal, Mali Korinj, Malo Črnelo, Malo Globoko, Malo Hudo, Marinča vas, Mekinje nad Stično, Metnaj, Mevce, Mleščevo, Mrzlo Polje, Muljava, Nova vas, Obolno, Oslica, Osredek nad Stično, Petrušnja vas, Peščenik, Planina, Podboršt, Podbukovje, Podsmreka pri Višnji Gori, Pokojnica, Poljane pri Stični, Polje pri Višnji Gori, Potok pri Muljavi, Praproče pri Temenici, Primča vas, Pristava nad Stično, Pristava pri Višnji Gori, Pristavlja vas, Pungert, Pusti Javor, Radanja vas, Radohova vas, Ravni Dol, Rdeči Kal, Sad, Sela pri Dobu, Sela pri Sobračah, Sela pri Višnji Gori, Selo pri Radohovi Vasi, Sobrače, Spodnja Draga, Spodnje Brezovo, Stari trg, Stična, Stranska vas ob Višnjici, Sušica, Šentjurje, Šentpavel na Dolenjskem, Šentvid pri Stični, Škoflje, Škrjanče, Temenica, Tolčane, Trebež, Trebnja Gorica, Trnovica, Valična vas, Velika Dobrava, Velike Dole pri Temenici, Velike Češnjice, Velike Kompolje, Velike Lese, Velike Pece, Velike Rebrce, Velike Vrhe, Veliki Kal, Veliki Korinj, Veliko Črnelo, Veliko Globoko, Videm pri Temenici, Vir pri Stični, Višnja Gora, Višnje, Vrh pri Sobračah, Vrh pri Višnji Gori, Vrhpolje pri Šentvidu, Zaboršt pri Šentvidu, Zagradec, Zavrtače, Zgornja Draga, Znojile pri Krki

## Vanjske poveznice
- Službena stranica općine